# Carlos de Bragança (1716–1736)
D. Carlos de Bragança (Lisboa, 2 de maio de 1716 - Lisboa, 30 de março de 1736) foi um Infante de Portugal, quarto filho do Rei João V de Portugal e de Maria Ana de Áustria.

## Biografia
Nasceu no Paço da Ribeira, em Lisboa, a 2 de maio de 1716, sendo baptizado a 7 de junho com o nome de Carlos João Manuel Alexandre de Bragança, pelo Capelão-mor e Inquisidor-geral Cardeal da Cunha na Capela Real do mesmo Paço, tendo por padrinhos o seu tio António Francisco de Bragança e sua irmã Maria Bárbara de Bragança.
Desde cedo demonstrou ter uma saúde débil, sofrendo de inúmeras maleitas. Não obstante, era um jovem ativo, gentil e considerado um génio. Interessava-se por História, Aritmética, Geografia e Música, tocando regularmente viola, seu passatempo predileto nas horas livres. Tinha gosto pela conversação, «reflectindo com maduro juizo nas cousas», como refere António Caetano de Sousa.
Os seus problemas de saúde eram constantes, sendo-lhe atribuídos sintomas de «asma seca», o que levava o Infante a viajar regularmente para Cascais, onde se hospedava no Palácio dos Marqueses de Cascais, a fim de se banhar nas praias do Estoril.
Faleceu no mesmo Paço onde nasceu, a 30 de março de 1736, a um mês de completar 20 anos de idade, vítima de febre alta. Jaz no Panteão da Dinastia de Bragança, em túmulo não identificado, desconhecendo-se o motivo deste lapso.